# 世界音樂節
世界音樂節（法語：Fête de la Musique）是一個文化活動，於每年的6月21日舉行。最早提出世界音樂節的是法國文化部長賈克·朗。現在世界超過120個國家慶祝世界音樂節。

## 外部連結

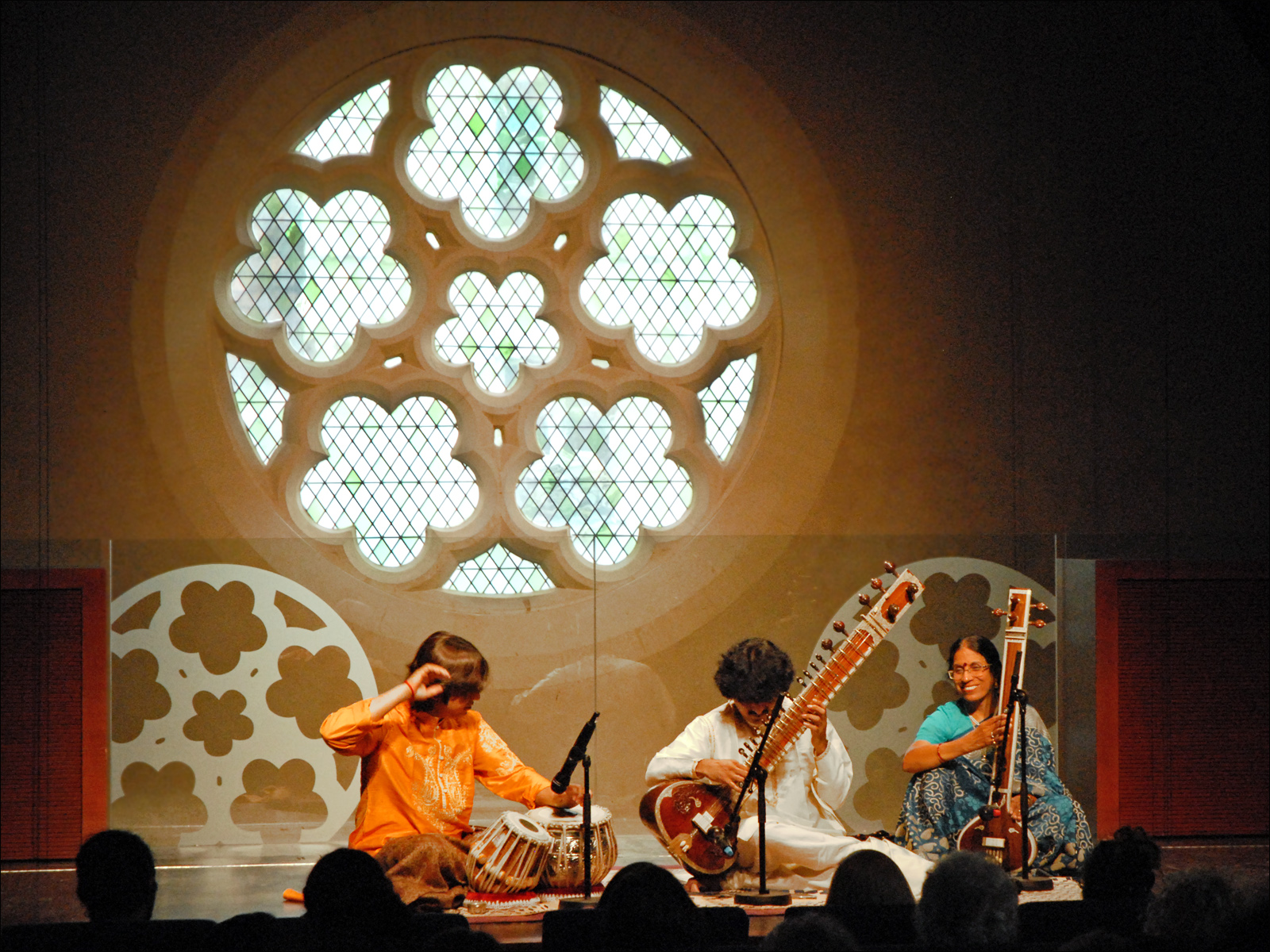
世界音樂節

- The French Culture Ministry's website on the Fête de la Musique(in French, international section also available in （页面存档备份，存于）)